# Diócesis de Mbulu
La diócesis de Mbulu (en latín: Dioecesis Mbuluen(sis), en inglés: Roman Catholic Diocese of Mbulu y en suajili: Jimbo Katoliki la Mbulu) es una circunscripción eclesiástica latina de la Iglesia católica en Tanzania, sufragánea de la arquidiócesis de Arusha. La diócesis tiene al obispo Anthony Lagwen como su ordinario desde el 22 de mayo de 2018. 

## Territorio y organización
La diócesis tiene 16 054 km² y extiende su jurisdicción sobre los fieles católicos de rito latino residentes en parte de la región de Manyara.
La sede de la diócesis se encuentra en la ciudad de Mbulu, en donde se halla la Catedral de Santa María.
En 2019 en la diócesis existían 50 parroquias.

## Historia
La prefectura apostólica de Mbulu fue erigida el 14 de abril de 1943 con la bula Ad evangelizationis del papa Pío XII, obteniendo el territorio de los vicariatos apostólicos de Tabora (hoy arquidiócesis de Tabora) y Kilimanjaro (hoy diócesis de Moshi) y de la prefectura apostólica de Dodoma (hoy arquidiócesis de Dodoma).
El 10 de enero de 1952 la prefectura apostólica fue elevada a vicariato apostólico con la bula Non mediocri del papa Pío XII.
El 25 de marzo de 1953 el vicariato apostólico fue elevado a diócesis con la bula Quemadmodum ad Nos del papa Pío XII. Originalmente era sufragánea de la arquidiócesis de Dar es-Salam.
El 25 de marzo de 1972 cedió una parte de su territorio para la erección de la diócesis de Singida mediante la bula In primaeva Ecclesiae del papa Pablo VI.
El 16 de marzo de 1999 pasó a formar parte de la provincia eclesiástica de la arquidiócesis de Arusha.

## Estadísticas
De acuerdo al Anuario Pontificio 2020 la diócesis tenía a fines de 2019 un total de 334 257 fieles bautizados.
| Año                                                                             | Población            | Población | Población      | Sacerdotes | Sacerdotes    | Sacerdotes    | Bautizados por sacerdote | Diáconos permanentes | Religiosos | Religiosos | Parroquias |
| Año                                                                             | Bautizados católicos | Total     | % de católicos | Total      | Clero secular | Clero regular | Bautizados por sacerdote | Diáconos permanentes | Varones    | Mujeres    | Parroquias |
| ------------------------------------------------------------------------------- | -------------------- | --------- | -------------- | ---------- | ------------- | ------------- | ------------------------ | -------------------- | ---------- | ---------- | ---------- |
| 1949                                                                            | 10 000               | 500 000   | 2.0            | 18         | 6             | 12            | 555                      |                      | 15         | 5          | 9          |
| 1969                                                                            | 53 950               | ?         | ?              | 31         | 12            | 19            | 1740                     |                      | 22         | 23         | 17         |
| 1980                                                                            | 64 440               | 437 800   | 14.7           | 30         | 15            | 15            | 2148                     |                      | 17         | 65         | 22         |
| 1990                                                                            | 134 594              | 630 000   | 21.4           | 39         | 21            | 18            | 3451                     |                      | 23         | 68         | 27         |
| 1999                                                                            | 225 809              | 842 000   | 26.8           | 58         | 39            | 19            | 3893                     |                      | 24         | 59         | 33         |
| 2000                                                                            | 241 271              | 701 406   | 34.4           | 72         | 46            | 26            | 3350                     |                      | 33         | 71         | 34         |
| 2001                                                                            | 209 666              | 701 406   | 29.9           | 75         | 42            | 33            | 2795                     |                      | 41         | 97         | 35         |
| 2002                                                                            | 217 279              | 701 406   | 31.0           | 74         | 42            | 32            | 2936                     |                      | 49         | 97         | 36         |
| 2003                                                                            | 226 559              | 924 462   | 24.5           | 79         | 44            | 35            | 2867                     |                      | 47         | 114        | 36         |
| 2004                                                                            | 242 698              | 924 462   | 26.3           | 79         | 46            | 33            | 3072                     |                      | 54         | 175        | 36         |
| 2013                                                                            | 303 443              | 1 148 000 | 26.4           | 103        | 69            | 34            | 2946                     |                      | 52         | 224        | 44         |
| 2016                                                                            | 339 619              | 1 250 417 | 27.2           | 109        | 67            | 42            | 3115                     |                      | 64         | 254        | 50         |
| 2019                                                                            | 334 257              | 1 368 140 | 24.4           | 113        | 75            | 38            | 2958                     |                      | 54         | 281        | 50         |
| Fuente: Catholic-Hierarchy, que a su vez toma los datos del Anuario Pontificio. |                      |           |                |            |               |               |                          |                      |            |            |            |

## Episcopologio
- Patrick Winters, S.A.C. † (28 de enero de 1944-3 de julio de 1971 renunció)
- Nicodemus Atle Basili Hhando † (3 de julio de 1971-7 de marzo de 1997 renunció)
- Jude Thaddaeus Ruwa'ichi, O.F.M.Cap. (9 de febrero de 1999-15 de enero de 2005 nombrado obispo de Dodoma)
- Beatus Kinyaiya, O.F.M.Cap. (22 de abril de 2006-6 de noviembre de 2014 nombrado arzobispo de Dodoma)
  - Sede vacante (2014-2018)
- Anthony Lagwen, desde el 22 de mayo de 2018